# Phidippus audax
Phidippus audax, Hentz, 1845, comunemente chiamato ragno saltatore, è un ragno della famiglia Salticidae che può infliggere morsi dolorosi se intrappolato nel palmo della mano o se seriamente infastidito.

## Descrizione
Questo piccolo araneide misura da 13 a 20 mm di lunghezza. Possiede otto occhi, quattro sulla faccia (due occhi mediani anteriori grandi e due più piccoli laterali) e gli altri quattro posti in cima al carapace (due occhi di medie dimensioni verso la parte posteriore e due occhi molto piccoli davanti a loro).

## Distribuzione e habitat
La specie è diffusa dall'America del Nord (Canada meridionale, Stati Uniti) alla parte settentrionale dell'America centrale, Australia.

## Biologia
Si ciba di acari ed afidi. Preda con la tecnica dell'inseguimento. I ragni saltatori (Salticidae) sono così chiamati per la loro abilità nel salto, possono saltare infatti molte volte la propria lunghezza. Sono dei cacciatori attivi durante il giorno, vivono all'aperto ed amano il sole ed hanno una vista eccellente che gli permette di individuare la preda, di inseguirla e catturarla saltandole addosso o alle spalle per utilizzare l'effetto sorpresa, per questo motivo conducono una vita errante e non costruiscono la tela. Per scappare da possibili predatori i ragni saltatori saltano insinuandosi in cunicoli e fessure. Quando saltano producono dei fili di seta (dalle filiere) che servono per ancorarsi e proteggersi.